# Жерденка
Жерденка (пол. Zerdenka) — лемківське село в Польщі, у гміні Балигород Ліського повіту Підкарпатського воєводства.
Населення — 47 осіб (2011).

## Розташування
Розташоване в пасмі гір Західних Бескидів, недалеко від кордону зі Словаччиною та Україною.
Знаходиться на перетині етнічних українських територій Лемківщини і Бойківщини.

## Назва
У 1977-1981 рр. в ході кампанії ліквідації українських назв село називалося Завадувка (пол. Zawadówka).

## Історія
Село згадується в документі 1552 р., як поселення у власності роду Балів.
На відміну від інших сіл, не мало своєї власної церкви. В 1906 році була побудована мурована каплиця Покрови ПреСвятої Богородиці, належала до парафії с. Жерниці Вижньої Балигородського Деканату, після 1945 року знищена.
У 1919-1939 рр. — у складі Польщі. Село належало до Ліського повіту Львівського воєводства, у 1934-1939 рр. у складі гміні Лісько.  На 01.01.1939 у селі було 1720 жителів, з них 1410 українців-грекокатоликів, 30 українців-римокатоликів, 230 поляків (здебільшого недавно прибулі працівники тартака) і 50 євреїв.
Більшість українського населення села насильно переселено в СРСР в 1945-46 рр., решту депортовано в ході  операції «Вісла» на новоздобуті понімецькі землі Польщі.
У 1975-1998 роках село належало до Кросненського воєводства.

## Сучасність
На сьогодні частково збереглося старе кладовище (декілька надгробків) і руїни каплиці.
На сьогодні заселене, в основному, польськими переселенцями, які займаються сільським господарством і роботою в лісі.

## Демографія
Демографічна структура станом на 31 березня 2011 року:
|          | Загалом | Допрацездатний вік | Працездатний вік | Постпрацездатний вік |
| -------- | ------- | ------------------ | ---------------- | -------------------- |
| Чоловіки | 22      | 2                  | 20               | 0                    |
| Жінки    | 25      | 4                  | 16               | 5                    |
| Разом    | 47      | 6                  | 36               | 5                    |